# Језерски песници
Језерски песници су група енглеских песника који су живели у Језерској области у Енглеској крајем 18-ог и почетком 19. века и сматрају се као део покрета Романтизма. Име им је наденуо часопис Edinburgh Review.
У језерске песнике се убрајају Виљем Вордсворт, Семјуел Тејлор Колриџ, а обично и Роберт Сауди. Језерски песници су имали различите карактере и стилове, али су се сви интересовали за природу. Колриџ је своје пријатељство са Саудијем и Вордсвортом описао као "три човека, али једна душа".
Када је 1795. Виљем Вордворт упознао Семјуела Тејлора Колриџа, започело је једно од најчувенијих пријатељстава у историји енглеске поезије. Иако различити карактером, обојица су волели Језерску област на северу Енглеске, где су често одлазили у заједничке шетње, уживајући у лепоти и снази природе. Њихов међусобни утицај на стваралаштво је био кратког даха, али је на свом врхунцу изнедрио чувену збирку балада Лирске баладе коју су заједнички планирали и објавили 1798.

## Семјуел Тејлор Колриџ
Семјуел Тејлор Колриџ је био син црквењака из Девоншира. Рођен је 21. октобра 1772. као најмлађе од десеторо деце. Школовао се у Лондону и Кембриџу. Колриџ је био снажног интелекта, али је као карактер прилично зависио од подршке и пријатељства других људи. Иако је у Кембриџу дангубио, тамо је упознао Роберта Саудија и спријатељио се с њим.
Каријера Колриџа била је разнолика. Писао је за новине, проповедао, држао предавања, чак је покушао да издаје сопствене новине, али су му слаба концентрација и нестална природа били сметња у пословним подухватима. Често је био у дуговима.
1795, исте оне године када је упознао Вордсворта, Колриџ се оженио Саром Брикер, пријатељицом Роберта Саудија. Прво дете је добио следеће године. Путовао је у иностранство у посете људима и местима за које је сматрао да ће му бити од користи за развој ума. Постао је и зависан од опијума.

## Виљем Вордсворд
Виљем Вордсворт је рођен у Кокермауту на ободу Језерске области 7. априла 1770. Његов отац је радио код богатог, али ексцентричног племића Џејмса Лаоудера, Првог грофа Лондсела. Вордсворт је имао само осам година кад му је умрла мајка, а 13 када је изгубио и оца. Са својом браћом и сестрама отишао је да живи код мајиних родитеља. Није волео сурову атмосферу у кући своје баке и деде и уопште се није бунио када су њега и његову браћу послали на школовање. Упркос свему, дечаци су се добро снашли. Виљем и један његов брат су похађали Универзитет Кембриџ, други је отишао на море, а најстарији брат је постао адвокат. Његова сестра Дороти остала је у Језерској области и постала веома блиска са Виљемом који је био њен омиљени брат. Та блискост одржала се до краја живота.
Још као ђак, Вордсворт је био фасциниран природом и док је тумарао наоколо, наишао је на језеро и село Грасмир. Са 29 година, 1799. се вратио у Грасмир и остао тамо до краја живота.
Када је дипломирао, Виљем је отишао у Лондон да би осетио живот у престоници. Ватрени присталица идеја Француске револуције, Вордсворт је прешао Ламанш да би из прве руке видео како револуција изгледа. Владавина терора је уништила његове илузије, па се кући вратио разочаран и населио се у Самерсету. Након неколико година, 1802, венчао се са Мери Хачинсон и заједно су имали петоро деце, од којих је двоје умрло 1812.
Вордсворт се надао да ће престати да се употребљава вештачки језик поезије 18. века и да ће се једноставни језик и једноставне теме вратити. Један лични аспект Вродсвортове поезије одсликава песма Тинтерн Еби. У овој песми он, након петогодишњег одсуства, поново посећује опатију и опчињен њеном лепотом схвата колико су га промениле године које су протекле. Осећај за природу у доба његове младости био је физички, тада је он имао контакт са дрвећем, планинама, стенама и потоцима, док је сада његов концепт природе продубљен кроз повезаности са људима.
Вордсворт је надживео све своје пријатеље, зашавши дубоко у викторијанску епоху. Његов почетни политички радикализам је уступио место конзервативизму, а његово одбијање да помогне било какве радикалне циљеве је разбеснело млађе песнике попут Шелија. 1843. године, после смрти Роберта Саудија, Вордсворт је наследио титулу песника лауреата, иако је тада, у својој 73-ој години буквално престао да пише. Умро је 1850.

### Пријатељство са Колриџом
Вордсворт је упознао Колриџа 1795. Од њих двојице, Вордсворт је био тај који је одредио узвишену улогу природи у својој поезији. Љубав према пејзажима била је главна тема његових песама. Дела која је писао између 1798. и 1807. су се разликовала по темама, духу и стилу од свега што је писано до тада и веома су утицала на енглеску поезију. Живот и стваралаштво Вордсворта су веома испреплетени. Његова поезија је дубоко везана за искуства из детињства и младости проведене у планинама.

### Дороти Вордсворт
Велики утицај не само на брата, већ и на целу Вордсвортову и Колриџову књижевну револуцију, имала је Вордсвортова сестра Дороти. Дороти је са својим братом је живела и након његове женидбе, а са њим и Семјуелом ишла је у шетње по Језерској области које су их инспирисале за писање. Дороти је делила братовљеву опчињеност природом и правила је белешке које су оба песника користила у својим делима. Епизода са једне шетње коју је 15. априла 1802. Дороти Вордсворт забележила у свом дневнику, послужила је њеном брату као инспирација за његове чувене стихове у част нарцисима - лутах сам као облак. Вордсворт је ову песму написао две године након што је тај догађај Дороти описала у свом дневнику. Њен опис му је разиграо машту, али је његов доживљај догађаја са идејом о осећајном односу између човека и природе у потпуности узет из његовог властитог искуства.
Дороти Вордсворт је несумњиво била велика инспирација не само свом брату, већ и Колриџу, с којим је пуно разговарала и нудила му чак и сопствену поезију.

### Прелудијум
У величанственој песми Прелудијум, Вордсворт је разоткрио своје мисли и наговестио свој осећај према природи. Уместо епских дела препуних битака, романси и натприродног каква су пре писана, у центру дела је сада био сам песник. Овај нови, лични приступ, био је скоро револуционаран у свету поезије и Вордсворт је постао први модерни песник који је сматрао да су лично искуство и унутрашњи доживљаји погодна тема за поезију.
Прелудијум је прича о песниковом детињству, о лутањима у самоћи, о блискости са природом, о убеђењу да је његова личност "обузета и лепотом и страхом подједнако". У њој је Вордсворт описао своје студије у Кембриџу, опчињеност математиком, шетње по Алпима када је имао 20 година и боравак у Француској за време Револуције. Иако је Вордсворт завршио Прелудијум 1805, поема је објављена тек након његове смрти 1850. године и сматра се једном од најлепших дугих, наративних дела у енглеској књижевности.

## Лирске баладе
Збирку песама Лирске баладе, објављену 1798. године, Вордсворт и Колриџ су планирали заједнички и то је њихово најчувеније дело. То што су њих двојица сарађивали је само по себи веома чудно, јер су се веома разликовали. Вордсворт је уживао у тишини и миру природе, отвореном прозору, дугим шетњама и волео је да своје песме пише напољу. Колриџ је био учењак, веома је волео да чита и да проучава немачку филозофију. Био је човек великих способности, али ћудљивог карактера. Колриџ је изабрао натприродне и романтичне теме и писао поезију са нагласком на људским интересовањима, често откривајући помало од своје властите природе. Вордсворт је изабрао приземније теме, сцене из обичног живота, али је увео машту, а тиме је познато заменио неочекиваним.
Колриџов главни допринос Лирским баладама је била "Балада о старом морнару". Балада је говорила о мистериозним авантурама које се дешавају на путу око света, а причао их је стари морнар једном госту на свадби. Брод морнара стигао је до Антарктика и тамо је заробљен леденим сантама. У наставку баладе се појавио албатрос који је показао пут ка избављењу. Како га је морнар убио без разлога и тако се огрешио о природу, кажњен је низом ужасних догађаја. Настала је несташица воде, један за другим умрли су сви чланови посаде и морнар је морао да гледа како им душе напуштају тела. Преживео је једино он. Један пустињак изрекао је покору и осудио га да лута по земљи и прича своју причу.
Песма је била нова и чудна за то време, али и данас има мистичну и непоновљиву моћ. Она личи на неку стару баладу коју препричава песник бујне и чудне маште. У њој се преплићу реално и ванземаљско, али и дух брижности и привржености, што је и једна од поука ове песме.

## О Језерским песницима
Писци Виљем Хазлит и Томас Де Квинси били су савременици Језерских песника и обојица су написала живописне белешке о њима. У есеју под насловом "Мој први сусрет са песницима", Хазлид се сећа опчињавајућих разговора са Колриџом, исто као и Де Квинси у делу "Сећања на Језерске песнике".
Као и Колриџ, Де Квинси је био уживалац опијума и у делу које га је прославио, "Исповести једног енглеског уживаоца опијума", објављеног 1822. описује визије које су га прогањале, а које је изазвао наркотик.